# Styrax
Styrax és un gènere de plantes, conegudes com a Benjuí, que compta amb unes 130 espècies de grans arbusts o arbrets dins la família Styracaceae, la majoria de les espècies són originàries de les regions de clima temperat o tropical de l'Hemisferi Nord. La majoria de les espècies es troben al sud-est d'Àsia però algunes es troben a Amèrica del Sud travessant l'Equador. El nom comú de benjuí va originar el del compost químic benzè.
El gènere Pamphilia, actualment s'inclou dins Styrax.
Els arbres Styrax fan 2–14 m d'alt i tenen fulles alternades, caducifòlies i persistents i són simples i ovades. Les flors són pèndules, amb la corol·la blanca i disposades en panícules. El fruit és una drupa seca llisa i oblonga.

## Usos
- La resina benzoica és una exsudació de l'escorça i la produeixen diverses espècies de Styrax natives de Sumatra, Java, i Tailàndia.

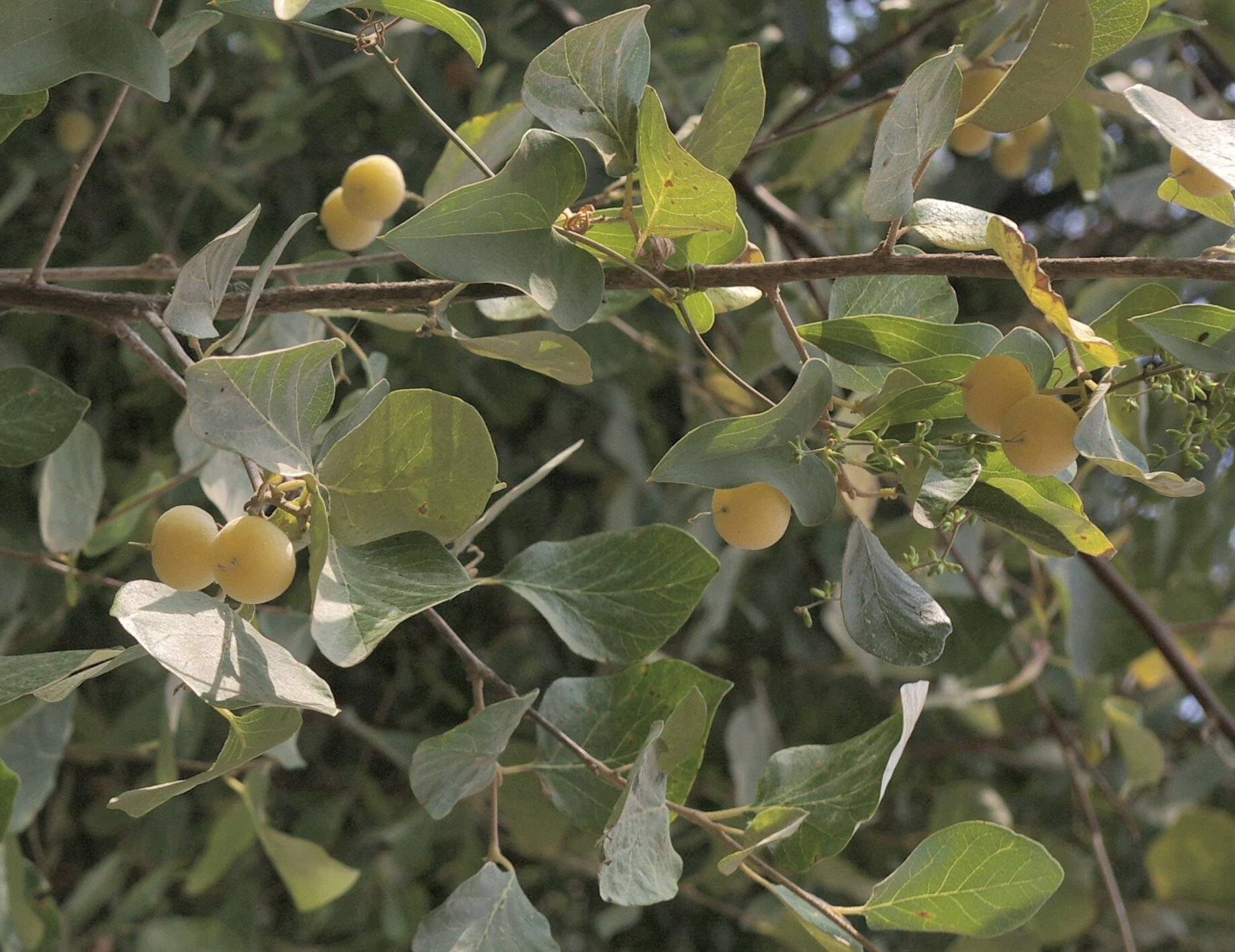
Styrax officinalis la resina del qual era usada en l'antiguitat

- Des de l'antiguitat la resina dels styrax es va usar com a perfum, per alguns tipus d'encens, i com a medicinal.
- Algunes espècies són plantes ornamentals

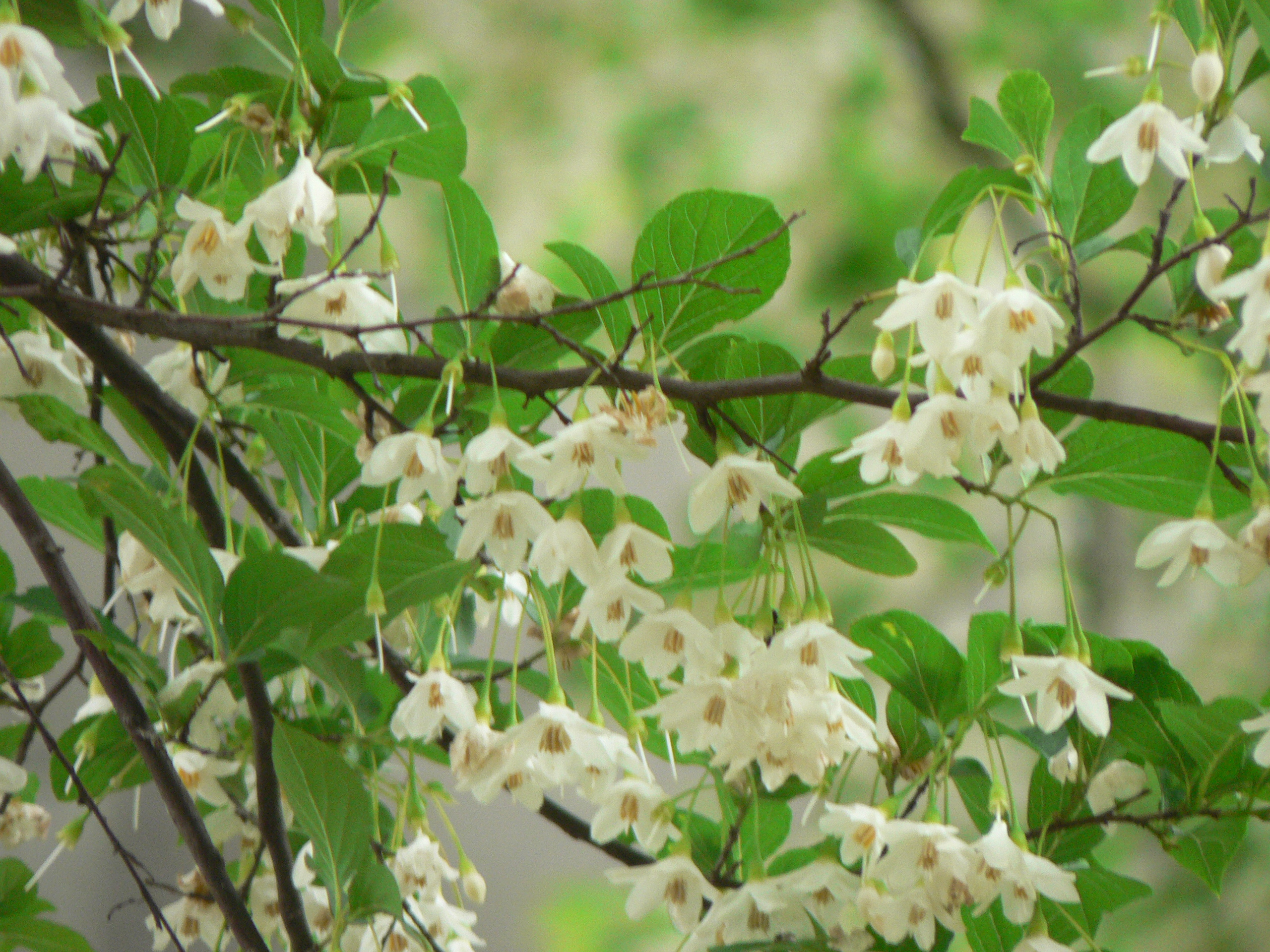
Ego no hana: florida del Styrax japonicus

## Algunes espècies
- Styrax agrestis – Xina
- Styrax americanus – SE USA
- Styrax argenteus
- Styrax argentifolius – Xina
- Styrax argyrophyllus – Perú
- Styrax bashanensis – Xina

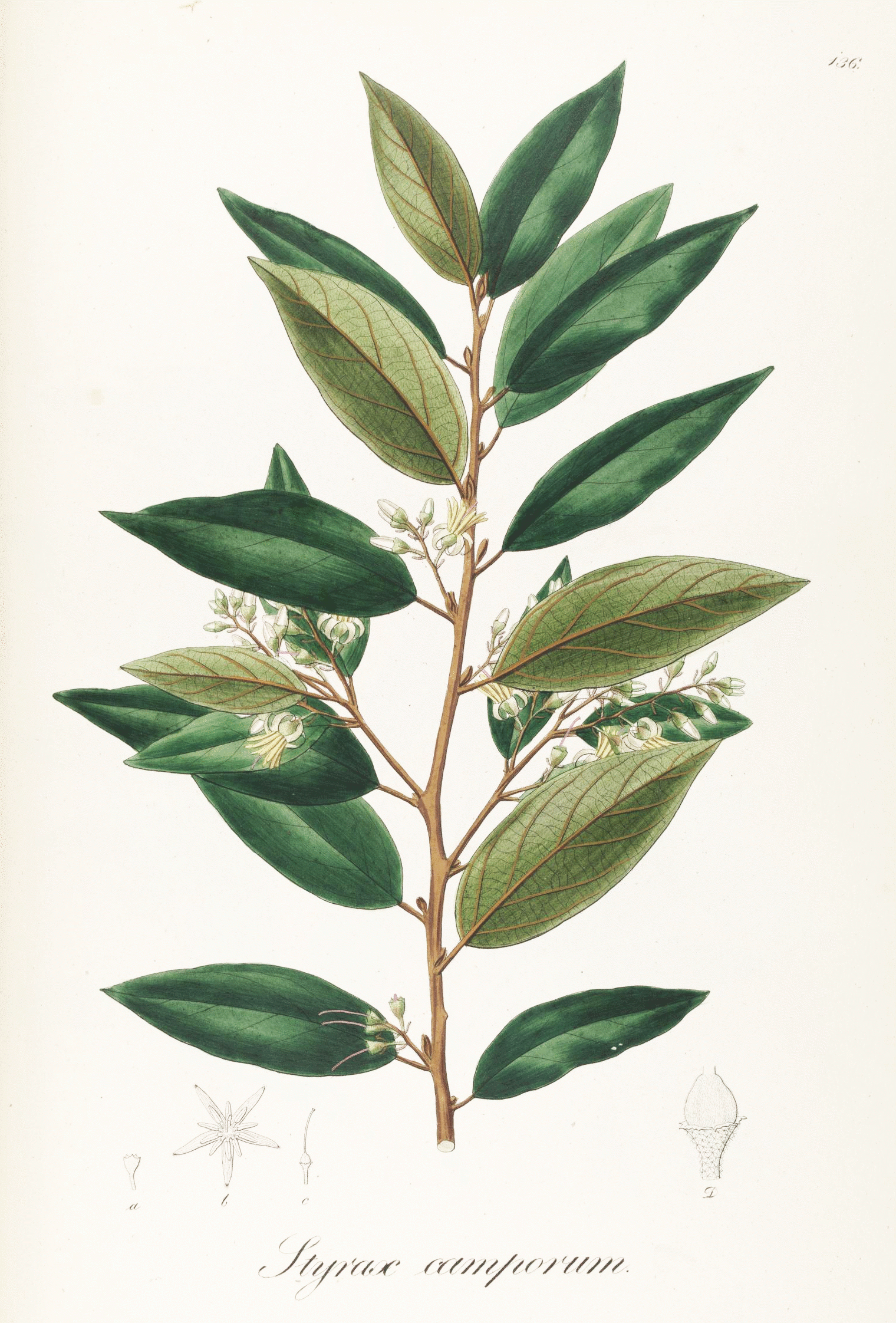
Styrax camporum parts dibuixades.
Johann Baptist Emanuel Pohl: Plantarum Brasiliae icones et descriptiones hactenus ineditae Vol. 1. (1827)

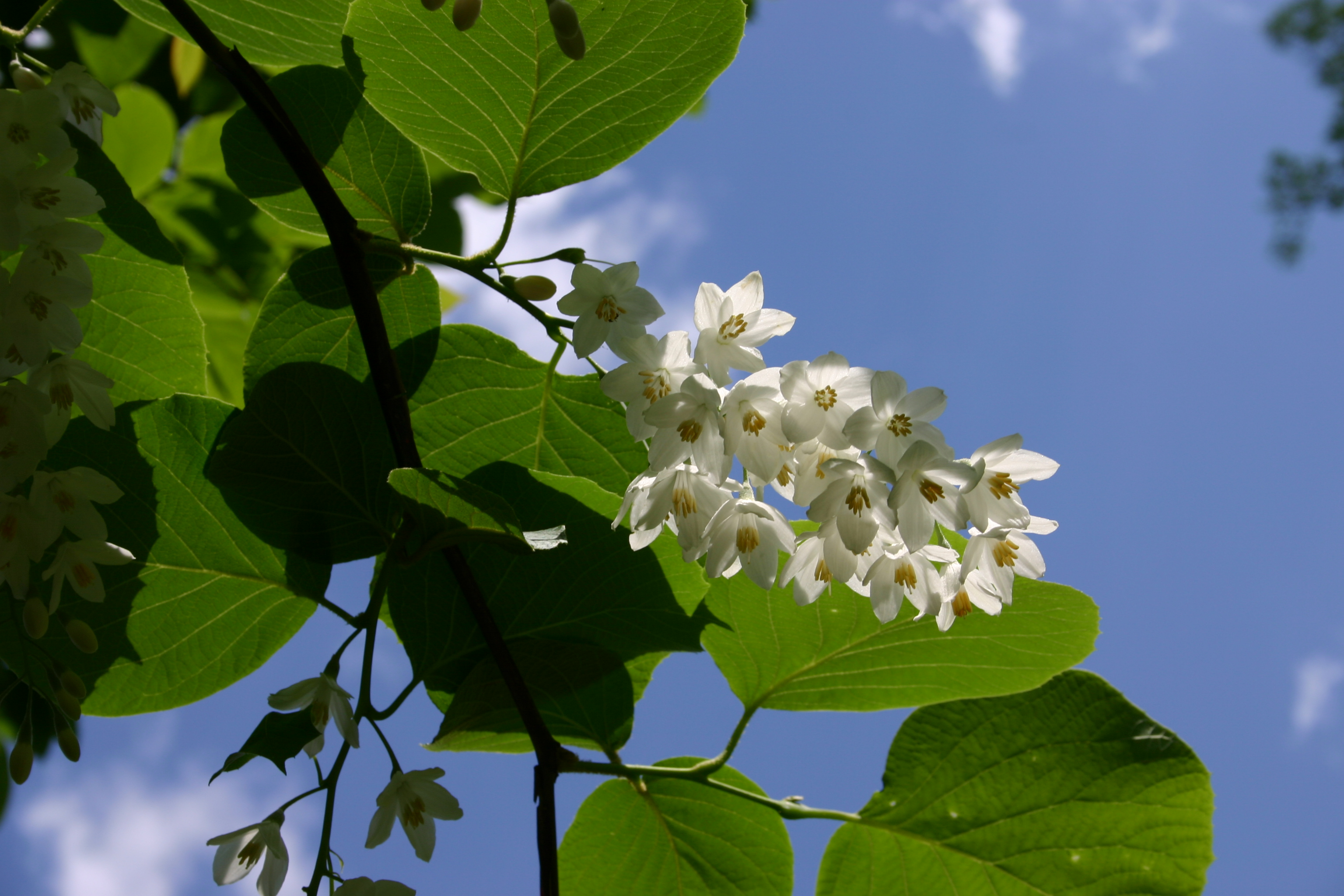
Styrax obassia

- Styrax benzoides – Tailàndia, S Xina
- Styrax benzoin Dryand. – Sumatra Benzoin – Sumatra
- Styrax calvescens – Xina
- Styrax camporum Pohl
- Styrax chinensis – Xina
- Styrax chrysocarpus – Xina
- Styrax confusus – Xina
- Styrax crotonoides – Malàisia
- Styrax dasyanthus – central Xina
- Styrax faberi – Xina
- Styrax ferax – Peru
- Styrax ferrugineus Ness et Mart.
- Styrax formosanus – Xina
- Styrax foveolaria – Peru
- Styrax fraserensis – Malàisia
- Styrax grandiflorus – Xina
- Styrax grandifolia – SE USA
- Styrax hainanensis – S Xina
- Styrax hemsleyanum – Xina
- Styrax hookeri – Himàlaia
- Styrax huanus – China
- Styrax jaliscana – Mexic
- Styrax japonicus – egonoki – Japan
- Styrax limpritchii – SW Xina (Yunnan)
- Styrax litseoides – Vietnam
- Styrax loxensis – Equador

Plantilla:Col-2-of-2
- Styrax macranthus – Xina
- Styrax macrocarpus – Xina
- Styrax martii Seub.
- Styrax mathewsii – Peru
- Styrax obassia – Japó, Xina
- Styrax odoratissimus – Xina
- Styrax officinalisPlantilla:Verify source L. – SE Europe, SW Asia
- Styrax parvifolium Pohl.Plantilla:Verify source
- Styrax perkinsiae – Xina
- Styrax peruvianum – Peru
- Styrax philadelphoides – Xina
- Styrax platanifolius – Texas, NE Mexic
- Styrax pohlii A.DC.
- Styrax portoricensis – palo de jazmin – Puerto Rico
- Styrax redivivus – California
- Styrax roseus – Xina
- Styrax rugosus – Xina
- Styrax schweliense – W Xina
- Styrax serrulatus – Himalaia, SW Xina
- Styrax shiraianum – Japó
- Styrax socialis – Peru
- Styrax suberifolius – Xina
- Styrax supaii – Xina
- Styrax tafelbergensis – Suriname
- Styrax tonkinensis Craib – Siam Benzoin – SE Asia
- Styrax veitchiorum – Xina
- Styrax vilcabambae – Peru
- Styrax wilsonii – W Xina
- Styrax wuyuanensis – Xina
- Styrax zhejiangensis – Xina